# Gerres microphthalmus
Gerres microphthalmus is een straalvinnige vissensoort uit de familie van mojarra's (Gerreidae). De wetenschappelijke naam van de soort is voor het eerst geldig gepubliceerd in 2002 door Iwatsuki, Kimura & Yoshino.
De soort is aangetroffen in delen van Japan, waaronder Tanegashima, zuidoostelijk Kyushu, zuidelijk Shikoku en het zuiden van het schiereiland Kii in centraal Honshu.